# مايا أليكسيتش
مايا ألكسيتش (بالسيريلية الصربية: Maja Aleksich؛ من مواليد 6 يونيو 1997 في أوزيتسه) هي لاعبة كرة طائرة صربي تلعب في مركز لاعب وسط مثلت منتخب صربيا لكرة الطائرة للسيدات.  في عدة منافسات دولية في دوري الأمم للسيدات للكرة الطائرة 2018، وبطولة العالم للسيدات للكرة الطائرة 2018، ودوري الأمم للسيدات للكرة الطائرة 2019، وكأس العالم للسيدات للكرة الطائرة 2019.
كانت أيضا ضمن فريق كرة الطائرة الوطني الصربي للسيدات في دورة الألعاب الأولمبية الصيفية 2020 في طوكيو، حيث فازت بالميدالية البرونزية مع المنتخب الوطني، فازت أيضًا بالميدالية البرونزية في دوري الأمم للسيدات للكرة الطائرة لعام 2022.